# Villa Mix 2016
Villa Mix 2016 (ou também Villa Mix -  5ª Edição) é um álbum ao vivo do projeto VillaMix Festival, e a quinta edição do projeto. O álbum foi lançado no dia 17 de junho de 2016, e traz a presença de artistas consagrados como Jorge & Mateus, Wesley Safadão, Matheus & Kauan, Guilherme & Santiago, Luan Santana, entre outros.

## Faixas
| CD  |                          |                      |         |  |
| N.º | Título                   | Artista              | Duração |  |
| 1.  | "Os Anjos Cantam"        | Jorge & Mateus       | 3:19    |  |
| 2.  | "A Rosa e o Beija-Flor"  | Matheus & Kauan      | 3:39    |  |
| 3.  | "Escreve Aí"             | Luan Santana         | 3:35    |  |
| 4.  | "Aquele 1%"              | Wesley Safadão       | 2:31    |  |
| 5.  | "Você Merece Cachê"      | Israel Novaes        | 2:36    |  |
| 6.  | "Logo Eu"                | Jorge & Mateus       | 2:31    |  |
| 7.  | "Vou Levando"            | Jefferson Moraes     | 3:41    |  |
| 8.  | "Solteiro Sim"           | Humberto & Ronaldo   | 2:41    |  |
| 9.  | "Chuva de Arroz"         | Luan Santana         | 3:14    |  |
| 10. | "Que Sorte a Nossa"      | Matheus & Kauan      | 3:07    |  |
| 11. | "Porque Homem Não Chora" | Guilherme & Santiago | 2:57    |  |
| 12. | "Ela Sabe Ser Sexy"      | Bruninho & Davi      | 2:52    |  |
| 13. | "Camarote"               | Wesley Safadão       | 3:30    |  |
| 14. | "Sextou"                 | Israel Novaes        | 2:53    |  |

| DVD |                           |                      |         |  |
| N.º | Título                    | Artista              | Duração |  |
| 1.  | "Abertura / Vou Levando"  | Jefferson Moraes     |         |  |
| 2.  | "Se Você Quer Saber"      | Jefferson Moraes     |         |  |
| 3.  | "Sextou"                  | Israel Novaes        |         |  |
| 4.  | "Você Merece Cachê"       | Israel Novaes        |         |  |
| 5.  | "Do Outro Lado da Cidade" | Guilherme & Santiago |         |  |
| 6.  | "Porque Homem Não Chora"  | Guilherme & Santiago |         |  |
| 7.  | "Tanto Faz"               | Luan Santana         |         |  |
| 8.  | "Chuva de Arroz"          | Luan Santana         |         |  |
| 9.  | "Escreve Aí"              | Luan Santana         |         |  |
| 10. | "Camarote"                | Wesley Safadão       |         |  |
| 11. | "Aquele 1%"               | Wesley Safadão       |         |  |
| 12. | "Poderosa"                | Wesley Safadão       |         |  |
| 13. | "A Rosa e o Beija-Flor"   | Matheus & Kauan      |         |  |
| 14. | "Que Sorte a Nossa"       | Matheus & Kauan      |         |  |
| 15. | "Ser Humano Ou Anjo"      | Matheus & Kauan      |         |  |
| 16. | "Os Anjos Cantam"         | Jorge & Mateus       |         |  |
| 17. | "Idas e Voltas"           | Jorge & Mateus       |         |  |
| 18. | "Logo Eu"                 | Jorge & Mateus       |         |  |
| 19. | "Ela Sabe Ser Sexy"       | Bruninho & Davi      |         |  |
| 20. | "Cê é Louco"              | Bruninho & Davi      |         |  |
| 21. | "Canto, Bebo e Choro"     | Humberto & Ronaldo   |         |  |
| 22. | "Solteiro Sim"            | Humberto & Ronaldo   |         |  |

## Desempenho nas tabelas musicais

### CD
| Parada musical (2016)        | Melhor posição |
| ---------------------------- | -------------- |
| Brasil (TOP 20 Semanal ABPD) | 9              |

### DVD
| Parada musical (2016)        | Melhor posição |
| ---------------------------- | -------------- |
| Brasil (TOP 20 Semanal ABPD) | 2              |